# Восток (Карачаево-Черкесия)
Восток (осет.  , карач.-балк.  ) — хутор в Карачаевском районе Карачаево-Черкесии России. Входит в состав Коста-Хетагуровского сельского поселения.

## География
Расположен в горной части республики.
Улица одна — Восточная.
Географическое положение
Расстояние до
районного центра Карачаевск 11 км
республиканского центра Черкесск 46 км.

## Население
| 2002 | 2010 | 2021 |
| ---- | ---- | ---- |
| 13   | ↗34  | ↗62  |

## Инфраструктура
Почтовое отделение, обслуживающее хутор, — 369220; расположено в центре сельского поселения — селе имени Коста Хетагурова